# Dolly & Dolly
Dolly & Dolly är en svensk miniserie från 1998.

## Handling
Dolly & Dolly är en komedi om några småkriminella på "Lomma Beach".

## Rollista
- Sven Ahlström - Freddan
- Lars Arrhed - Sigge
- Helene Egelund - Petra
- Carl-Åke Eriksson - Greven
- Åsa Forsblad - Louise
- Peter Fridh - Böge
- Anders W. Berthelsen - Preben
- Kerstin Andersson - Doctor
- Veronica Dahlström - Policewoman
- Sten Erici - Bus driver
- Wallis Grahn - Maggan
- Lotta Gustafsson - Water skier
- Leif Hedberg - Mechanic
- Jacob Hellman - Musician
- Björn Kjellman - Stellan
- Andreas Landgren - Water skier
- Jan Lerning - Farmer
- Anders Lindsjö - Water skier
- Kenneth Milldoff - Russian captain
- Aksel Morisse - Assistant
- Monica Stenbeck - Rut
- Isidor Torkar - Gadden
- Karsten Wredström - Water skier

## Manus
- Lars Arrhed
- Klas Abrahamsson
- Dan Zethraeus

## Regi
- Dan Zethraeus